# Юрист, Дмитрий Данилович
Дмитрий Данилович Юрист (род. 16 февраля 1972 года, Актюбинск) — советский и казахстанский футболист, полузащитник и нападающий.

## Биография
Родился 16 февраля 1972 года. Коренной актюбинец, начинал заниматься футболом в ДЮСШ Актюбинска. Первый тренер — Вячеслав Васильевич Клебченко. Обучался в московской СДЮШОР «Трудовые резервы». Провёл сезон в дубле «Локомотива». На уровне команд мастеров дебютировал в 1989 году в ФК «Актюбинец» (2-я лига СССР, 8-я зона). В первый сезон Юриста его команда заняла десятое место. После распада СССР актюбинцы стали выступать в высшем дивизионе казахского футбола. В 1994 году Дмитрий, ранее выступавший на позиции полузащитника, переквалифицировался в нападающие и за два сезона забил более двух десятков голов.
В 1996 году оказался в «Кайнаре» из Талды-Кургана. где проходил срочню армейскую службу. Через год перешёл в «Кайрат». В его составе Дмитрий Юрист выиграл Кубок Казахстана — свой первый трофей на профессиональном уровне.
Занимает 9-е место по количеству матчей за ФК «Актобе». В списке лучших бомбардиров Юрист на четвёртой строчке.
Завершил карьеру игрока в «Горняке» (Хромтау).
Работает тренером в детско-юношеском футболе.

## Достижения
- Обладатель Кубка Казахстана: 1997, 1998
- Бронзовый призёр чемпионата Казахстана: 1997
- Победитель первенства Казахстана среди команд первой лиги: 2000